# Dark (Fernsehserie)/Staffel 2
Die zweite Staffel der deutschen Fernsehserie Dark wurde dem Programm des Streamingportals Netflix am 21. Juni 2019 hinzugefügt. Die Verlängerung der Serie Dark um eine zweite Staffel wurde am 20. Dezember 2017 bekanntgegeben. Die Dreharbeiten in Berlin starteten am 25. Juni 2018.

## Handlung
Durch die zusammenhängende, fortschreitende Handlung verlagert sich das Geschehen in den verschiedenen Zeitebenen aus der ersten Staffel in die jeweiligen Folgejahre, also 1954, 1987 und 2020. Neu hingegen sind Handlungsstränge, die sich im Jahr 1921 sowie im Zeitraum nach der Apokalypse, also 2053, abspielen. Jede der Episoden repräsentiert hier einen Tag vor der Apokalypse.

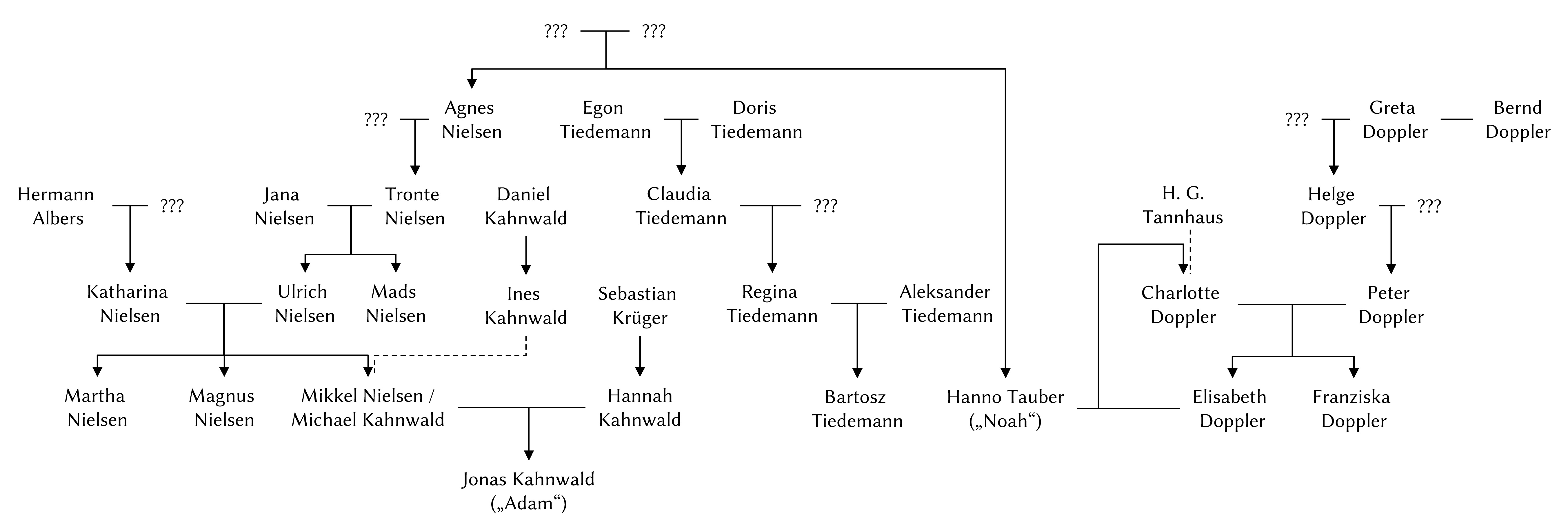
Stammbaum der zentralen Familien Doppler, Tiedemann, Kahnwald und Nielsen am Ende der zweiten Staffel. Gestrichelte Linien kennzeichnen Adoptivbeziehungen.

## Episoden
| Nr. (ges.) | Nr. (St.) | Originaltitel         | Erstveröffentlichung | Regie         | Drehbuch                       |
| --- | --------- | --------------------- | -------------------- | ------------- | ------------------------------ |
| 11 | 1         | Anfänge und Enden     | 21. Juni 2019        | Baran bo Odar | Jantje Friese & Daphne Ferraro |
| Der junge Noah und ein Kamerad sind Teil einer Gruppe von Zeitreisenden, die sich Sic mundus (nach Sic mundus creatus est, lateinisch für So ist die Welt erschaffen worden) nennt. Im Jahr 1921 erschaffen sie das bereits bekannte Portal in den Windener Höhlen, im Anschluss ermordet Noah seinen Freund mit einer Spitzhacke. Der Gruppe steht Adam, ein alter Mann mit vernarbtem Gesicht, vor, der als Hauptantagonist der zweiten Staffel fungiert. Von ihm erhält ein weiteres Mitglied, der ältere Noah, den Auftrag, die fehlenden Seiten aus Claudia Tiedemanns Tagebuch zu beschaffen, damit sich Sic mundus auf die am 27. Juni 2020 zutragende Apokalypse vorbereiten kann. Während in der Gegenwart mit Inspektor Clausen, dem Leiter der neu gegründeten Sonderkommission zur Vermisstensuche, ein neues Gesicht die Stadt betritt, ist Katharina Nielsen immer noch auf der Suche nach Ulrich und Mikkel. Aleksander Tiedemann ordnet den Transport einer größeren Menge von Fässern auf das AKW-Gelände an, welche im Abklingbecken versteckt werden sollen; bislang lagerten die Fässer in einem LKW auf demselben Parkplatz, auf dem sich Bernadettes Wohnwagen befindet. Das Kraftwerk steht darüber hinaus kurz vor der endgültigen Abschaltung. Der ältere Jonas offenbart sich seiner Mutter Hannah und versucht, sie über die Umstände aufzuklären. Sein jüngeres Ich wird 2053 von einer Gruppe Überlebender unter Führung von Elisabeth Doppler gefangen genommen. Trotz der Warnungen begibt sich Jonas zum ehemaligen Kraftwerk, nun eine „Todeszone“, und entdeckt dort im Abklingbecken eine in der Luft schwebende amorphe Sphäre. |           |                       |                      |               |                                |
| 12 | 2         | Dunkle Materie        | 21. Juni 2019        | Baran bo Odar | Jantje Friese & Ronny Schalk   |
| Mikkel versucht im Jahr 1987 weiterhin, sich an sein neues Leben mit Ines als seiner Ziehmutter zu gewöhnen. Während AKW-Chefin Claudia von ihrem älteren Ich aufgesucht und über die Möglichkeit des Zeitreisens informiert wird, ist ihr nun pensionierter Vater Egon voller Zweifel wegen Ulrichs Täterschaft und seiner Verhaftung. Er erhält eine Krebsdiagnose und sucht Ulrich, dessen Identität ihm weiterhin nicht bekannt ist und der seit seiner Verhaftung vor 34 Jahren in einer psychiatrischen Klinik untergebracht ist, auf. Clausen und Charlotte Doppler befragen 2020 erneut die krebskranke Regina Tiedemann, durch die sie mehr Informationen zum älteren Jonas, der kurzzeitig Gast in ihrem Hotel gewesen war, erhalten. Charlotte kommt so in den Besitz einiger Seiten aus dem Buch ihres Großvaters H. G. Tannhaus, bei dem sie aufwuchs. Der ältere Jonas und Hannah reisen in die Vergangenheit und sehen Mikkel in der damaligen Version ihres Wohnhauses. Der jüngere Jonas erfährt durch Tonbandaufzeichnungen Claudias von der Entdeckung des Gottesteilchens auf dem Gelände des Kraftwerks in den 80er Jahren. Bevor er mithilfe von gestohlenem Treibstoff aus einem Panzer den Generator des Zeitreiseportals im Abklingbecken benutzen kann, wird er von Elisabeth gestoppt und gehängt, jedoch im letzten Moment wieder durch einen Schuss aus ihrem Gewehr, welcher den Strick durchtrennt, aus der Schlinge befreit und eingekerkert. Ein Mädchen aus der Gruppe um Elisabeth befreit ihn und lässt sich das Portal von ihm zeigen, das Jonas anschließend benutzt. |           |                       |                      |               |                                |
| 13 | 3         | Gespenster            | 21. Juni 2019        | Baran bo Odar | Jantje Friese & Marc O. Seng   |
| Nach dem Bau einer neuen Zeitmaschine kehrt Helge 1954 schwer gezeichnet aus der Obhut Noahs nach Hause zurück, will jedoch mit niemandem reden. Doris Tiedemann und Agnes Nielsen sind sich mittlerweile näher gekommen und schlafen miteinander. Es stellt sich heraus, dass Agnes ebenfalls Mitglied bei Sic mundus gewesen und Noah ihr Bruder ist. Sie arbeitet jedoch mittlerweile der alten Claudia zu. Indem Agnes Noah verrät, dass die alte Claudia die herausgerissenen Seiten aus dem Tagebuch bei sich trägt, hofft sie auf eine Wiederaufnahme in den Zirkel. Noah erschießt die alte Claudia, nimmt die Buchseiten an sich und ist überrascht über deren Inhalt. Adam sagt er, dass Claudia die Seiten nicht bei sich hatte. Ulrich offenbart gegenüber Egon in der Anstalt seine wahre Identität und greift den Pensionisten an, als der ihm ein Bild von Mikkel zeigt. Die Claudia von 1987 trifft im Jahr 2020 ein und ist bestürzt über das Schicksal ihrer todkranken Tochter. |           |                       |                      |               |                                |
| 14 | 4         | Die Reisenden         | 21. Juni 2019        | Baran bo Odar | Jantje Friese & Martin Behnke  |
| Jonas landet im Jahr 1921 und trifft auf die Bauerskinder Noah und Agnes. Da das Portal noch nicht offen ist, kann er jedoch nicht ins Jahr 2020 reisen. Der ältere Noah macht Jonas mit Adam, der sich als die alte Version Jonas’ herausstellt und der seine Narben vom intensiven Zeitreisen davongetragen hat, bekannt. Während der ältere Jonas und Hannah im Jahr 2020 in Helges Bunker Charlotte und Peter Doppler von den Zeitreisen überzeugen können, glaubt die aufgebrachte und verzweifelte Katharina zunächst kein Wort. Die ins Jahr 2020 gereiste Claudia von 1987 erfährt aus einem Zeitungsartikel in der örtlichen Bibliothek vom Tod ihres kranken Vaters. Sie kehrt in ihre Zeit zurück, um ihn zu verhindern. Magnus, Martha, Franziska und ihre Schwester wollen in der Höhle nach Hinweisen suchen, weshalb sich ihre Eltern so seltsam benehmen bzw. verschwinden. Dort treffen sie auf Bartosz, der eine Zeitmaschine mit sich führt, den anderen jedoch die Funktion des Geräts verschweigt, weshalb er von diesen gefesselt in der Höhle zurückgelassen wird. |           |                       |                      |               |                                |
| 15 | 5         | Vom Suchen und Finden | 21. Juni 2019        | Baran bo Odar | Jantje Friese & Ronny Schalk   |
| Adam erlangt im Jahr 1921 das Vertrauen seines jüngeren Ichs, Jonas, und klärt den Jungen darüber auf, dass es ein Schlupfloch gebe, mit dessen Hilfe sich die Vergangenheit verändern lasse. Jonas soll mithilfe eines neuen Portals, mit dem beliebige Zeitpunkte erreicht werden können, ins Jahr 2019 reisen und dort Michael Kahnwalds Suizid verhindern. Claudia will im Jahr 1987, dass ihr Vater zu ihr zieht, hat jedoch nur mäßig Erfolg, da sie seinen nahenden Tod nicht erwähnen möchte. Ulrich gelingt währenddessen die Flucht aus der Anstalt und er sucht Mikkel auf. Dieser begreift, dass der um 33 Jahre gealterte Mann mit den langen weißen Haaren sein Vater ist. Als Ines die Abwesenheit bemerkt, ruft sie Egon an. Ulrich und Mikkel kommen bis zu den Höhlen, werden dort jedoch durch Egon und weitere Polizisten aufgehalten und wieder voneinander getrennt. Der ältere Jonas sucht im Jahr 2020 das Haus der Nielsens auf und platziert dort eine Halskette mit einem Anhänger auf Marthas Kissen. Charlotte erhofft sich herauszufinden, wer ihre wirklichen Eltern waren. In Tannhaus' Laden taucht auf einmal Noah auf, der ihr offenbart, dass er ihr Vater sei. |           |                       |                      |               |                                |
| 16 | 6         | Ein unendlicher Kreis | 21. Juni 2019        | Baran bo Odar | Jantje Friese & Martin Behnke  |
| Am Tag vor Michaels Tod im Jahr 2019 fährt Jonas mit seinen Freunden zu einem Badesee. Gleichzeitig trifft der zeitreisende rund 1 Jahr ältere Jonas ein. Mikkel, der von seinen Eltern zum Arzt gefahren wird und im Haus der Kahnwalds auf die Toilette geht, trifft auf Michael, bei dem diese Begegnung Spuren hinterlässt. Am See offenbart sich Franziska Magnus ohne Schamgefühle nackt. Jonas findet im Beisein von Martha im Sand den Anhänger, den Martha ein Jahr später auf ihrem Kissen findet (siehe vorige Folge). Nachdem Jonas nach Hause gefahren ist, tritt der zeitreisende ein Jahr ältere Jonas an seine Stelle und küsst Martha. Daraufhin schlafen Martha und der Jonas aus 2019 abends auf Ulrichs und Katharinas Hochzeitstagsfeier miteinander. Auch Hannah und Ulrich beginnen hier bereits, ihre alten Gefühle wieder aufleben zu lassen und kommen sich im Regen sehr nahe, während Katharina neben ihrem kranken Sohn im Bett liegt. Der zeitreisende Jonas besucht seinen Vater, welcher nicht mit auf die Party gegangen war, und sagt ihm zunächst, dass er sich nicht das Leben nehmen solle. Jener hatte dies jedoch auch gar nicht vor. Gemeinsam finden sie heraus, dass erst durch Jonas’ Besuch Michael Kenntnis darüber erlangt, wie er seinen Abschiedsbrief zu formulieren hat. Die alte Claudia kommt hinzu und erklärt, dass die logische Konsequenz aus Mikkels Zeitreise der Tod Michaels im Jahr 2019 sein müsse, da ohne ihn Jonas, der eine wichtige Rolle im Zyklus bekleide, sonst nicht existieren würde. Sie kenne eine alternative Realität ohne Jonas und die sei auch keine Lösung. Im Jahr 1921 entpuppen sich eine erwachsene Version von Magnus und eine noch nicht benannte Frau ebenfalls als Mitglieder des Zirkels. |           |                       |                      |               |                                |
| 17 | 7         | Der weiße Teufel      | 21. Juni 2019        | Baran bo Odar | Jantje Friese & Marc O. Seng   |
| Polizist Egon findet im Jahr 1954 heraus, dass die unidentifizierte Frauenleiche, Claudia, einer gefährlichen Dosis Strahlung ausgesetzt gewesen war. Der kleine Helge identifiziert sie in einem Gespräch mit dem Polizeibeamten als den „weißen Teufel“, gibt aber an, nicht von ihr entführt worden zu sein. Während der ältere Jonas im Jahr 2020 schläft, reist Hannah mit dessen Zeitmaschine ins Jahr 1954. Auf der Polizeistation bittet sie Egon, bei dem sie sich als Katharina Nielsen ausgibt, sie zum gefangenen Ulrich zu bringen, dessen Bild sie aus der Zeitung kenne und der ihrem Mann ähnlich sehe. Dieser fährt mit ihr zur Psychiatrie. Dort fragt sie Ulrich, ob er sie liebe und ob er sich für sie oder Katharina entscheiden würde. Der verzweifelte Ulrich gibt vor, sie immer noch zu lieben und für sie seine Familie verlassen zu wollen, sollte sie ihm helfen, aus der Klinik zu entkommen. Doch Hannah lässt den weinenden und schreienden Mann zurück, da sie ihm und seinen vorgespielten Gefühlen ihr gegenüber nicht traut. 1987 besucht Claudia erneut ihren Vater und will ihn endlich zu sich nach Hause holen, um ihn vor dem nahenden Tod zu retten. Egon hat die Höhlen im Visier und eine vage Vorstellung von der Möglichkeit des Zeitreisens, doch seine Tochter hält sich bedeckt. Als Egon seine alten Kollegen per Telefon auf die Höhlen ansetzen will, entbrennt ein Streit um den Hörer, in dessen Verlauf der alte Mann das Gleichgewicht verliert, gegen eine Tischkante stößt und auf dem Boden verstirbt. Egon erkennt noch im Sterben liegend in Claudia, die erst den Rettungsdienst verständigen will, dann jedoch wieder auflegt, den vom jungen Helge erwähnten „weißen Teufel“. Zurück in ihrem Haus erhält sie Besuch vom zeitreisenden Jonas, der von ihrem älteren Ich geschickt wurde, um mit ihr gemeinsam den Lauf der Dinge zu ändern. Im Jahr 2020 begegnet Martha dem älteren Jonas, den sie schließlich erkennt. Doch plötzlich taucht ihre Mutter auf und erklärt ihr wutentbrannt, sie solle sich von diesem Mann, ihrem Neffen und Mikkels Sohn, fernhalten. Clausen konfrontiert auf der Wache Aleksander, der vor seiner Ehe mit Regina denselben Namen trug wie Clausens verschwundener Bruder – Aleksander Köhler. Ein anonymer Brief brachte den Ermittler nach Winden und auf die Spur Aleksanders, dem er Identitätsdiebstahl vorwirft. Dieser wird in eine Zelle gesteckt.                                                     |           |                       |                      |               |                                |
| 18 | 8         | Enden und Anfänge     | 21. Juni 2019        | Baran bo Odar | Jantje Friese & Daphne Ferraro |
| Am Tag der Apokalypse übergibt Bartosz ein von der alten Claudia erhaltenes Foto, das Mutter und Tochter in den 80er Jahren zeigt, an seine Mutter, Regina. Im Jahr 1987 begeben die ältere Claudia und Jonas sich mit einer Zeitmaschine zu den Höhlen. Claudia erfährt, dass ihr altes Ich Jonas erklärt hatte, wie er die Welt, die Adam seinerseits neu errichten wolle, retten könne. Mit einem neuen Durchsuchungsbeschluss fahren im Jahr 2020 Ermittler Clausen und einige weitere Polizisten zum AKW. Wöller gesteht seiner Kollegin Charlotte, dass er am Transport des Abfalls beim Kraftwerk beteiligt war, und sie begeben sich vor Ort, da sie befürchten, die Entdeckung des Materials könnte der Auslöser für die nahende Apokalypse sein. 1921 erkennt Noah, dass Adam ihn nur benutzt hatte und die Welt zerstören will. Als Noah den Alten erschießen will, feuert die Waffe jedoch nicht, da es laut Adam „nicht sein Schicksal“ sei, jetzt zu sterben. Adam erklärt, dass Charlotte, Noahs und Elisabeths Tochter, gleichzeitig Elisabeths Mutter sei. Agnes nimmt die Pistole an sich und erschießt ihren Bruder. Jonas und Claudia gelingt es, in den Höhlen mithilfe des Portals Zukunft und Vergangenheit miteinander zu verknüpfen. Zurück in seinem Elternhaus im Jahr 2020 trifft er auf Martha, die jedoch kurz darauf von Adam, der seinerseits durch die Zeit gereist ist, erschossen wird. Im AKW ordnet Clausen an, den Boden des versiegelten Abklingbeckens aufzubrechen, doch die darin vergrabenen Fässer enthalten nur Gestein. In den Jahren 2053 und 1921 wird „zeitgleich“ die Maschine, welche die Sphäre nährt, aktiviert. In Verbindung mit der Öffnung des Portals in den Höhlen durch Katharina „erwacht“ die in den Fässern enthaltene dunkle Materie, was dazu führt, dass sich Charlotte und die Zukunfts-Elisabeth sehen und berühren können. Dieser Vorgang löst letztendlich die Apokalypse aus. Während sich ein riesiger schwarzer Schleier über Winden legt, betritt eine zweite Martha plötzlich das Haus der Kahnwalds. Sie offenbart sich dem um die andere Martha trauernden Jonas als Person aus einer anderen Welt und verfügt über eine fortschrittlichere Zeitmaschine. Beide verschwinden. Magnus, Bartosz und Franziska werden vom älteren Jonas in letzter Sekunde per Reise in eine andere Zeit gerettet. In Dopplers Bunker retten sich Peter und Elisabeth Doppler, Claudia und Regina Tiedemann sowie der zeitgereiste junge Noah von 1921. |           |                       |                      |               |                                |